# Emilianópolis
Emilianópolis es un municipio brasilero del estado de São Paulo. Se localiza a una latitud 21° 49′ 59″ sur y a una longitud 51º28'59" oeste, estando a una altitud de 354 metros. Su población estimada en 2004 era de 2.888 habitantes.

## Historia
El 24 de diciembre de 1948, a través de la Ley Estatal n.º 233, fue creado el Distrito de Emilianópolis, desmembrada de las tierras de Araxás, perteneciente al municipio de Presidente Bernardes. El plebiscito en pro de la emancipación, aconteció el 19 de mayo de 1991 que fue marcado por el Tribunal Regional Electoral - SP a través de la resolución n.º 28/91.
Situada en la Región Oeste del estado de São Paulo y aproximadamente a 600 km de la capital, Emilianópolis fue emancipada en 1991. Su emancipación se conmemora el día 19 de mayo.

## Geografía
Posee un área de 223,3 km².

### Clima
El clima de Emilianópolis puede ser clasificado como clima tropical de sabana (Aw), de acuerdo con la clasificación climática de Köppen.

### Demografía
Datos del Censo - 2000
Población Total: 5.453
- Urbana: 4.558
- Rural: 902
- Hombres: 1.481
- Mujeres: 4.072

Densidad demográfica (hab./km²): 12,96
Mortalidad infantil hasta 1 año (por mil): 19,56
Expectativa de vida (años): 69,36
Tasa de fertilidad (hijos por mujer): 2,04
Tasa de Alfabetización: 81,84%
Índice de Desarrollo Humano (IDH-M): 0,751
- IDH-M Salario: 0,698
- IDH-M Longevidad: 0,739
- IDH-M Educación: 0,816

(Fuente: IPEAFecha)

### Hidrografía
- Río del Pescado (Rio do Peixe)
- Arroyo Taquaruçu

### Carreteras
- SP-501